# Filozofická fakulta Univerzity v Novém Sadu
Filozofická fakulta Univerzity v Novém Sadu (srbsky Филозофски факултет/Filozofski fakultet) se nachází na adrese Zorana Đinđića 2 v univerzitním kampusu Univerzity v Novém Sadu, v blízkosti místní části Liman, na břehu řeky Dunaje. Fakultě slouží (spolu s právnickou fakultou) brutalistická třípatrová budova.

## Historie
Fakulta byla založena formálně rozhodnutím Skupštiny Srbska v roce 1954 (o šest let později byla založena samostatná Univerzita v Novém Sadu). Do té doby spadala oficiálně pod Bělehradskou univerzitu. Mezi studijní obory v okamžiku vzniku instituce spadala i matematika a fyzika; roku 1969 získaly tyto obory vlastní fakultu (přírodních věd a matematiky).

## Budova
V roce 1972 byla v souvislosti s rozvojem univerzitního kampusu UNS vypsána veřejná soutěž na budovu fakulty. Zvítězil brutalistický návrh budovy z pera architektů Aleksandra Stjepanoviće, Božidara Jankoviće a Ljiljany Jovanović Anđelković.
Stavba byla rozčleněna na dvě části, které jsou oddělené malým atriem. A, B a C představují část budovy určenou pro samotnou filozofickou fakultu, D, E a F slouží fakultě právnické. Vzhledem k přepracování druhé části projektu dalšími osobami se původní tým zřekl autorství budovy právnické fakulty. Stavba byla dokončena roku 1980.
V centrální části objektu se nachází rozsáhlé atrium s nápadnými betonovými výklenky; jednotlivé učebny jsou umístěné po stranách. Pro kontrast s šedým betonem byla použita sytě červená barva, která se uplatnila jak v podobě doplňků v atriu, tak i v některých prostorách (např. červené obklady stěn a další). Pro budovu byly použity průmyslově vyráběné modulární prvky.

## Katedry
Na Filozofické fakultě se nacházejí následující katedry:
- Katedra srbského jazyka a lingvistiky
- Katedra srbské literatury
- Katedra srovnávací literatury
- Katedra anglistiky
- Katedra germanistiky
- Katedra slavistiky
- Katedra romanistiky
- Katedra hungarologie
- Katedra slovakistiky
- Katedra rumunistiky
- Katedra historie
- Katedra pedagogiky
- Katedra psychologie
- Katedra filozofie
- Katedra lékařských studií